# Thyratron

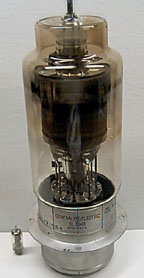
Jätte GE-vätetyratron, som används i pulsradar, bredvid miniatyr 2D21-tyratron som bland annat används för att trigga reläer i jukeboxar. Referens 2D21 rör är 54 mm lång.

Thyratron eller gastriod är ett gasfyllt elektronrör med ett galler vars spänning skall överskrida ett visst värde för att ström skall kunna passera från anod till katod. Röret kan leda stora strömstyrkor och kan därför användas som elektroniskt relä med snabb styrning av strömmen, det vill säga utan mekanisk tröghet. Elektronförökning uppstår när gasen joniseras, vilket ger ett fenomen som kallas Townsend-urladdning. Gaser som används inkluderar kvicksilverånga, xenon, neon och (i speciella högspänningstillämpningar eller tillämpningar som kräver mycket korta omkopplingstider) väte. Till skillnad från ett vakuumrör (ventil) kan en thyratron inte användas för att förstärka signaler linjärt.  
På 1920-talet härleddes thyratroner från tidiga vakuumrör som UV-200, som innehöll en liten mängd argongas för att öka dess känslighet som radiosignaldetektor, och det tyska LRS-reläröret, som också innehöll argongas. Gaslikriktare, som föregick vakuumrör, som den argonfyllda General Electric " Tungar bulb " och Cooper-Hewitt kvicksilverpoollikriktare, gav också ett inflytande. Irving Langmuir och G. S. Meikle från GE brukar nämnas som de första utredarna som studerade kontrollerad rättelse i gasrör, cirka 1914. De första kommersiella thyratronerna visades upp cirka 1928.
Termen "thyratron" kommer från antikens grekiska "θύρα" ("thyra"), vilket betyder "dörr" eller "ventil". Termen "tyristor" härleddes vidare från en kombination av "tyratron" och " transistor ". Sedan 1960-talet har tyristorer ersatt thyratroner i de flesta låg- och medelkraftstillämpningar.

## Beskrivning

De mest använda symbolerna i USA och Europa för en thyratron (variationer är vanligtvis relaterade till representationen av glödtråden och katoden)

Thyratroner liknar vakuumrör både till utseende och konstruktion men skiljer sig i beteende och funktionsprincip. I ett vakuumrör domineras ledning av fria elektroner eftersom avståndet mellan anod och katod är litet jämfört med den genomsnittliga fria vägen för elektroner. En thyratron, å andra sidan, är avsiktligt fylld med gas så att avståndet mellan anod och katod är jämförbart med den genomsnittliga fria vägen för elektroner. Detta gör att ledning i en thyratron domineras av plasmakonduktivitet. På grund av plasmans höga ledningsförmåga kan en thyratron växla högre strömmar än vakuumrör som begränsas av rymdladdning. Ett vakuumrör har fördelen att konduktiviteten kan moduleras när som helst medan en thyratron blir fylld med plasma och fortsätter att leda så länge som en spänning existerar mellan anoden och katoden. En pseudospark-omkopplare fungerar i en liknande regim av Paschen-kurvan som en thyratron och kallas ibland en kallkatodthyratron.
En thyratron består av en het katod, en anod och ett eller flera kontrollgaller mellan anoden och katoden i ett lufttätt glas- eller keramiskt hölje som är fyllt med gas. Gasen är typiskt väte eller deuterium vid ett tryck av 40 till 70 Pa. Kommersiella thyratroner innehåller också en titanhydridreservoar och en reservoarvärmare som tillsammans upprätthåller gastrycket under långa perioder oavsett gasförlust.
Konduktiviteten hos en thyratron förblir låg så länge som kontrollnätet är negativt i förhållande till katoden eftersom nätet stöter bort elektroner som emitteras av katoden. Rymdladdningsbegränsad elektronström flyter från katoden genom styrgallret mot anoden om nätet görs positivt i förhållande till katoden. Tillräckligt hög utrymmesladdningsbegränsad ström initierar Townsend-urladdning mellan anod och katod. Den resulterande plasman ger hög konduktivitet mellan anod och katod och begränsas inte av rymdladdning. Konduktiviteten förblir hög tills strömmen mellan anod och katod sjunker till ett litet värde under tillräckligt lång tid så att gasen upphör att joniseras. Denna återhämtningsprocess tar 25 till 75 μs och begränsar thyratronrepetitionshastigheten till några kHz.

## Användning

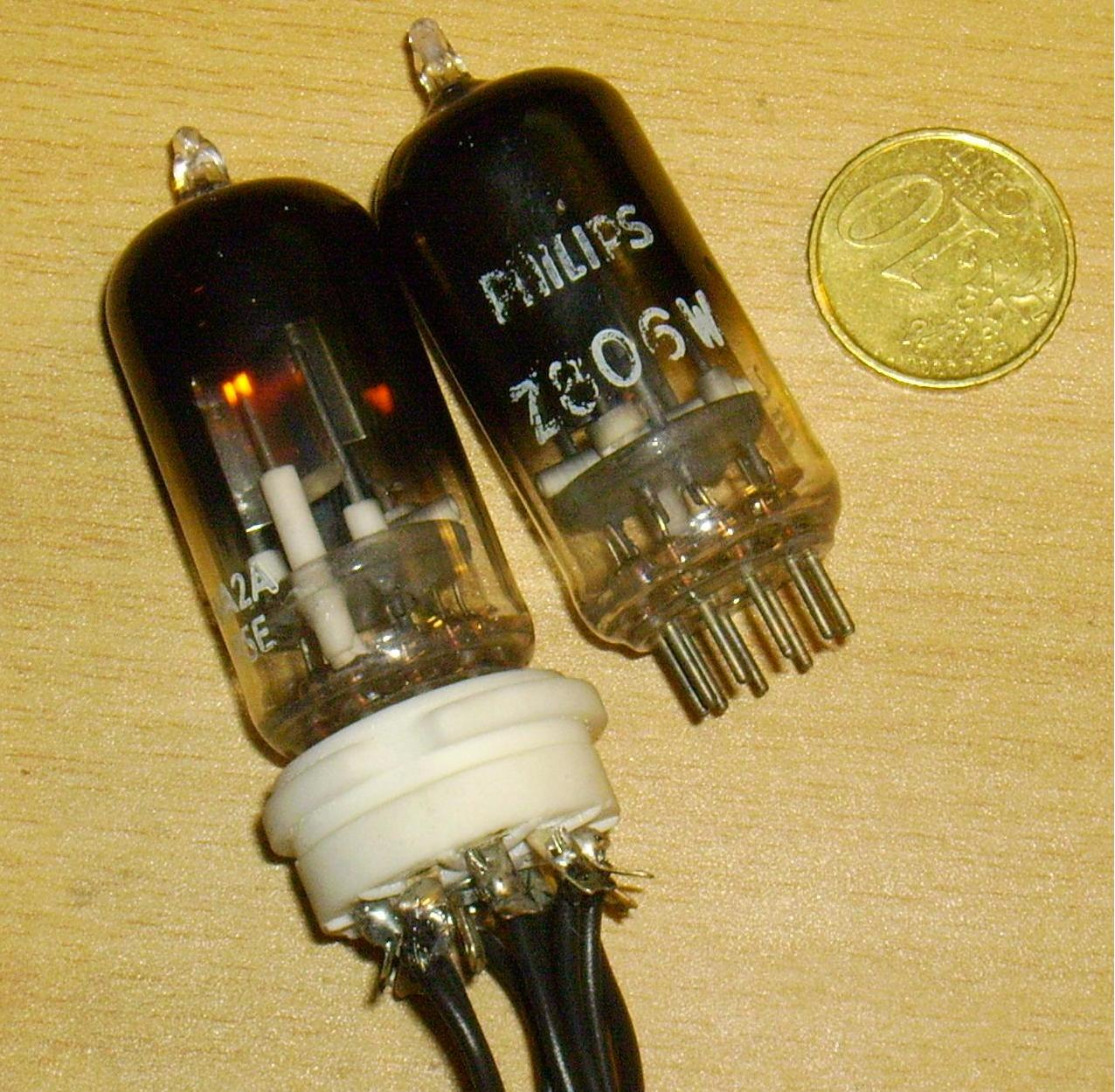
Sällsynt Z806W relärör som används i hissar

Lågeffektthyratroner (relärör och triggerrör) tillverkades för att styra glödlampor, elektromekaniska reläer eller solenoider, för dubbelriktade räknare, för att utföra olika funktioner i Dekatron-kalkylatorer, för spänningströskeldetektorer i RC-timers, etc.
En annan användning av thyratronen var i avslappningsoscillatorer. Eftersom plattstartspänningen är mycket högre än avstängningsspänningen uppvisar röret hysteres och med en kondensator över den kan det fungera som en sågtandsoscillator. Spänningen på nätet styr genomslagsspänningen och därmed svängningsperioden. Thyratronavslappningsoscillatorer användes i kraftväxelriktare och oscilloskopsvepkretsar.
En miniatyrthyratron, trioden 6D4, fann en ytterligare användning som en potent bruskälla, när den användes som en diod (rutnät kopplat till katod) i ett tvärgående magnetfält. Tillräckligt filtrerat för "planhet" ("vitt brus") i ett band av intresse, användes sådant brus för att testa radiomottagare, servosystem och ibland i analog beräkning som en slumpmässig värdekälla.
Miniatyren RK61/2 thyratron som marknadsfördes 1938 utformades specifikt för att fungera som en vakuumtriod under dess tändspänning, vilket gjorde att den kunde förstärka analoga signaler som en självsläckande superregenerativ detektor i radiokontrollmottagare, och var den stora tekniska utvecklingen som ledde till krigstidsutvecklingen av radiostyrda vapen parallellt med radiostyrda hobbymodeller.

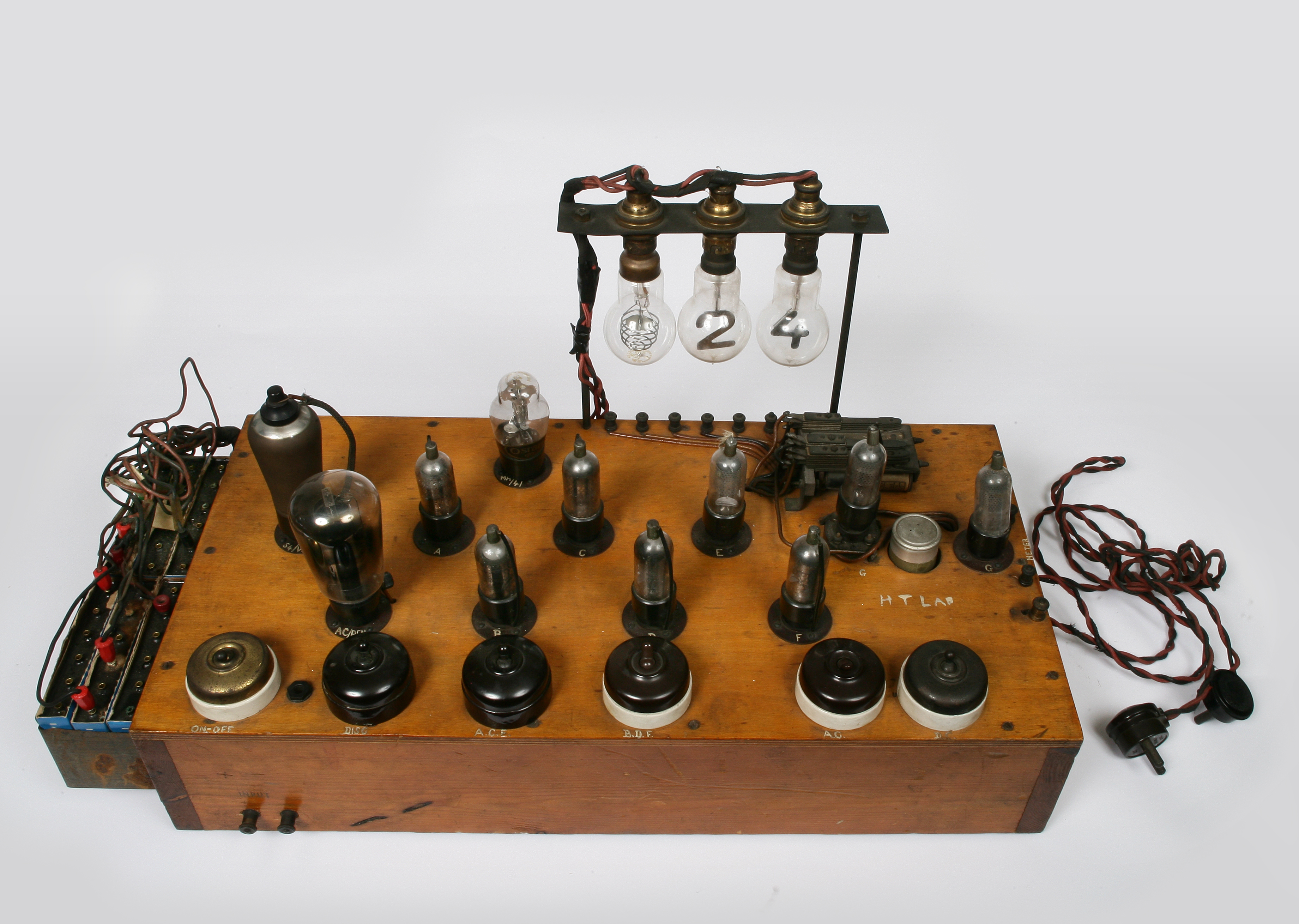
Wynn-Williams skala-av-två-räknare som använder thyratroner (med tillstånd från Cavendish Laboratory, University of Cambridge, Storbritannien.)

Vissa tidiga tv-apparater, särskilt brittiska modeller, använde thyratroner för vertikala (ram) och horisontella (linje) oscillatorer.
Medelkraftiga thyratroner finns i tillämpningar i verktygsmaskiners motorstyrenheter, där thyratroner, som fungerar som fasstyrda likriktare, används i verktygets ankarregulator (noll till "bashastighet", "konstant vridmoment"-läge) och i verktygets fältregulator ("bashastighet" till ungefär två gånger "bashastighet", "konstant hästkraftsläge). Exempel är Monarch Machine Tool 10EE svarv, som använde thyratroner från 1949 tills solid-state-enheter ersatte dem 1984.
Högeffektthyratroner tillverkas fortfarande och kan fungera upp till tiotals kiloampere (kA) och tiotals kilovolt (kV). Moderna tillämpningar är pulsdrivare för pulsad radarutrustning, högenergigaslasrar, strålbehandlingsapparater, partikelacceleratorer och i Tesla-spolar och liknande enheter. Thyratroner används också i UHF-TV-sändare med hög effekt, för att skydda induktiva utgångsrör från interna kortslutningar, genom att jorda den inkommande högspänningskällan under den tid det tar för en strömbrytare att öppna och reaktiva komponenter att tömma sina lagrade laddningar. Detta kallas vanligtvis en kofotskrets.
Thyratroner har ersatts i de flesta låg- och medeleffekttillämpningar av motsvarande halvledarenheter som kallas tyristorer (ibland kallade kiselkontrollerade likriktare eller SCR) och triacer. Emellertid förblir växlingstjänst som kräver spänningar över 20 kV och som involverar mycket korta stigtider inom thyratronens domän.
Variater av thyratronidén är krytronen, sprytronen, ignitronen och det utlösta gnistgapet, alla används fortfarande idag (2024) i speciella tillämpningar, såsom kärnvapen (krytron) och AC/DC-AC kraftöverföring (ignitron).

## Exempel på en liten thyratron

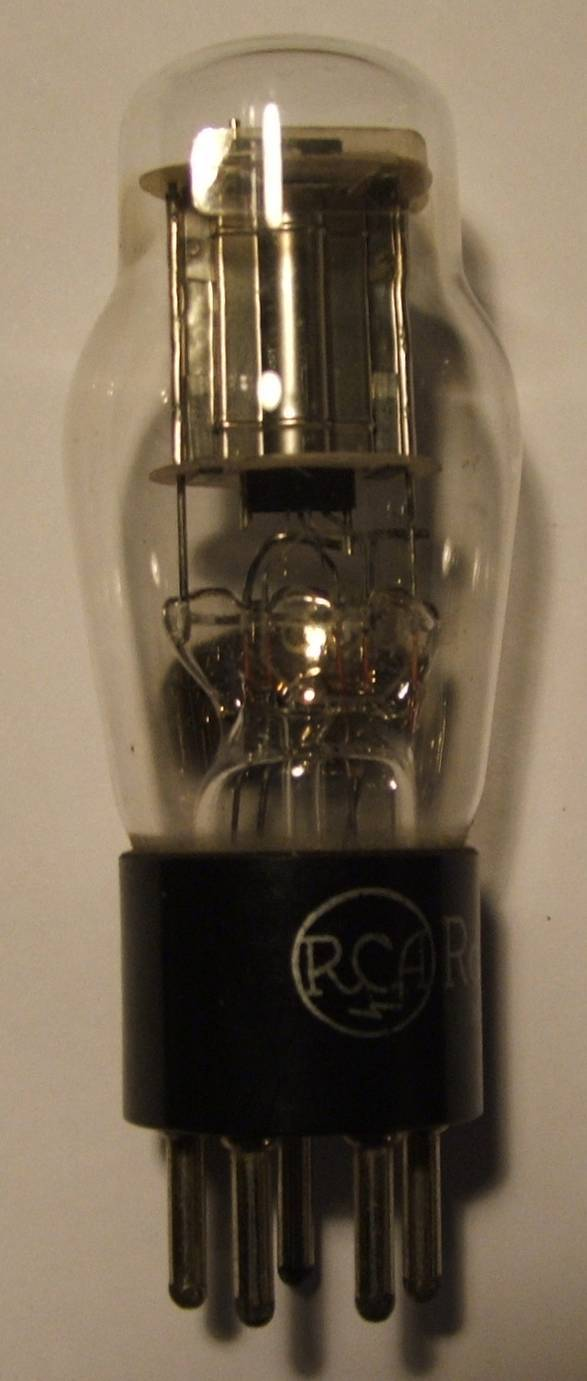
R.C.A. märke 885 Triode Thyratron

885 är ett litet thyratronrör som använder argongas. Denna enhet användes flitigt i tidbaskretsarna för tidiga oscilloskop på 1930-talet. Den användes i en krets som kallas en avslappningsoscillator. Under andra världskriget användes små thyratroner som liknade 885:an i par för att konstruera bistabila, "minnescellerna" som användes av tidiga datorer och kodbrytande maskiner. Thyratroner användes också för fasvinkelkontroll av växelströmskällor (AC) i batteriladdare och ljusdimmer, men dessa hade vanligtvis en större strömhanteringskapacitet än 885:an. 885:an är en 2,5 volt, 5-stiftsbaserad variant av 884/6Q5.